# Апстракција-креација
Апстракција-креација (фр. Abstraction-Création) је умјетнички покрет који је почетком 1931. године груписао велики број умјетника апстракције различитих тенденција око Теа ван Дусбурга, Наума Габе, Антоана Певзнера, Огиста Ербена и Жоржа Вантонгерлоа, стварајући удружење умјетника „Апстракција-креација’’ с намјером да промовише непредметну (апстрактну) умјетност кроз заједничке изложбе. Удружење је било отворено за сликаре и вајаре из свих земаља, а у једном тренутку је бројало 400 чланова. Апстракција-креација је тачка конвергенције за различите апстрактне покрете, од конструктивизма до неопластицизма, од лирске до експресионистичке апстракције. Његови најрелевантнији чланови су били Габо, Певзнер, Мондријан, Дусбург, Лисицки, Кандински, Арп, Купка, Алберто Мањели, Вили Баумејстер, Ербен и Вантонгерло. Упркос разликама у стилу и личности, може се говорити о заједничком тренду ка конструктистичкој и конкретној умјетности у којој облик добија већи значај од боје.
Ознака „конкретно’’, примјењена на конструктивистичко-апстрактну умјетност, логична је посљедица чињенице да линија и геометријска структура постоје као стварни подаци, баш као и сваки други фигуративни предмет. Значење латинског abstract = ослобођен од материје, не укључује ово конкретно постојање апстрактних, нефигуративних облика.
Заједно са својим теоријско-методолошким промишљањима, умјетници друштва Апстракција-креација су углавном посвећени хроматским студијама у сликарству, а посебно заинтересовани за физичко-хемијске ефекте у оку, као што су просторно-пластични хроматски распоред и ефекти вибрације представљеи геометријским аранжманима и композицијама боје. Удружење је од око 1936. организовало редовне изложбе које су дале важан допринос успостављању и доминацији апстрактне умјетности. Између 1932. и 1936. године излазила је годишња публикација под насловом Abstraction-Création, Art non-figuratif (Апстракција-креација, Умјетност нефигурације).